# Astragalus barba-jovis
Astragalus barba-jovis är en ärtväxtart som beskrevs av Dc. Astragalus barba-jovis ingår i släktet vedlar, och familjen ärtväxter. Inga underarter finns listade i Catalogue of Life.